# Aleandro Rosi
Aleandro Rosi (Roma, 17 maggio 1987) è un calciatore italiano, difensore o centrocampista attualmente  svincolato.

## Caratteristiche tecniche
Può giocare come esterno destro in un centrocampo a 5, suo ruolo preferito, o come terzino destro. Oltre a una discreta tecnica le sue qualità migliori sono la corsa e la resistenza che gli permettono di coprire tutta la fascia offrendo spinta e dinamismo.

## Carriera

### Club

#### Inizi
A 10 anni giocava nelle giovanili della Lazio; poi, a 12 anni (stagione 1999-2000) il passaggio alla Roma, squadra di cui è tifoso, con cui ha fatto tutta la trafila delle giovanili fino alla prima squadra.
Nel 2005 ha vinto il Campionato Primavera con la Roma, ed ha fatto il suo esordio con la prima squadra il 28 maggio dello stesso anno nella partita Roma-Chievo 0-0. Il tecnico giallorosso Luciano Spalletti gli dà la possibilità di giocare alcune partite. Con l'avanzare della stagione la già scarna rosa a disposizione della Roma viene decimata dagli infortuni e perciò Rosi diventa un giocatore fisso della prima squadra.
Il 24 settembre 2006 realizza il suo primo gol in Serie A nella partita Parma-Roma (0-4) disputata allo stadio Tardini. Segna anche nell'ultima giornata di campionato, contro il Messina, fissando il punteggio sul 4-3 per i giallorossi.

#### Chievo, Livorno e Siena
Nella sessione di calciomercato dell'estate 2007, dopo aver disputato la Supercoppa italiana con la Roma, viene ceduto in prestito al Chievo in Serie B dove fatica a trovare spazio, collezionando solo 16 presenze.
Disputa la stagione 2008-2009 in prestito al Livorno in Serie B, dove gioca titolare e ottiene la promozione in A dopo i play-off.
Nella stagione 2009-2010 passa al Siena, che acquista la sua metà per 1,2 milioni di euro. Nell'esperienza toscana riesce a giocare con continuità, non riuscendo però a salvare la squadra dalla retrocessione. L'11 aprile 2010 segna il suo primo gol con i bianconeri, realizzando la rete della vittoria nella partita Siena-Bari, terminata 3-2.

#### Ritorno alla Roma
A fine stagione viene rinnovata la comproprietà tra la Roma e il Siena e dopo 3 stagioni il calciatore torna nella Roma. Esordisce con la maglia giallorossa nella seconda giornata di campionato nella trasferta allo Stadio Sant'Elia contro il Cagliari, persa per 5-1. Il 15 settembre 2010 gioca da titolare la prima partita di Champions League contro il Bayern Monaco, dove i giallorossi vengono sconfitti per 2-0. Il 1º maggio 2011 segna il gol del 3-2 nella vittoria contro il Bari realizzando così la sua prima marcatura della stagione. Il 24 giugno 2011 viene riscattata la seconda metà del cartellino per 0,7 milioni. Finisce la stagione con solo 16 presenze e un gol in campionato, trovando poco spazio tra i campioni presenti in rosa.
Nella stagione 2011-2012 viene utilizzato molto più spesso dal nuovo tecnico giallorosso Luis Enrique, e più volte viene schierato dal primo minuto.
Festeggia le 100 presenze in Serie A nella trasferta persa 4-2 a Lecce.

#### Parma e Sassuolo
Il 7 agosto 2012 rescinde consensualmente il suo contratto con la Roma, e si lega con un contratto quinquennale al Parma. Il 2 settembre segna la sua prima rete in maglia crociata contro il Chievo Verona, segnando il gol che chiude la partita sul 2-0. Il 28 ottobre sigla la sua seconda rete a Torino, segnando il terzo gol contro la formazione granata chiudendo di fatto l'incontro, chiusosi sull'1-3 esterno per i ducali.
Dopo 38 presenze e 6 gol in totale con il Parma, il 21 gennaio 2014 passa in prestito al Sassuolo, dove però raccoglie solo sette presenze.

#### Genoa e i prestiti a Fiorentina, Frosinone e Crotone
Il 5 luglio seguente il Parma comunica di aver ceduto Rosi a titolo definitivo al Genoa nell'operazione che ha portato con la stessa formula Dániel Tőzsér tra le file dei ducali. Dopo essere sceso in campo il 24 agosto contro il Lanciano nel terzo turno preliminare della Coppa Italia, esordisce in campionato il 14 settembre in trasferta contro la Fiorentina.
Il 2 febbraio 2015, ultimo giorno della sessione invernale di calciomercato, si trasferisce con la formula del prestito alla Fiorentina. Esordisce in maglia viola l'8 febbraio in Fiorentina-Atalanta (3-2), entrando all'81' al posto di Alessandro Diamanti. A fine stagione, terminato il prestito, fa ritorno al Genoa.
Il 13 luglio 2015 viene ufficializzato il trasferimento con la formula del prestito secco al Frosinone. Esordisce il 23 agosto in occasione della sconfitta interna (1-2) contro il Torino e alla fine dell'anno totalizza 27 presenze in campionato e una in Coppa Italia. A fine stagione rientra al Genoa per fine prestito.
Dopo aver effettuato tutto il ritiro estivo con la formazione ligure, il 23 agosto 2016 passa, con la formula del prestito secco, alla formazione calabrese del Crotone. Con gli squali realizza anche un gol alla 9ª giornata di campionato contro il Napoli nella sconfitta casalinga per 1-2 e ottiene una storica salvezza nella massima serie italiana.
Torna per fine prestito al Genoa, riesordendo dopo 2 anni, il 10 settembre 2017, nella sconfitta contro l'Udinese. Chiude la stagione con 24 presenze in campionato e una in Coppa Italia.

#### Perugia
A febbraio 2019, da svincolato, passa al Perugia sottoscrivendo un contratto fino al 2021. Il 27 dicembre 2020 rinnova il suo contratto fino al 30 giugno 2023. Il 28 agosto 2021 trova la prima rete in Serie B con la maglia dei grifoni, nella partita persa per 2-3 contro l'Ascoli. Dal 1º luglio 2023, dopo 4 anni e mezzo in Umbria, lascia il club biancorosso.

#### Torres
Rimasto svincolato, il 5 febbraio 2024 viene ufficialmente annunciato come nuovo giocatore della Torres, in Serie C; firma fino al 30 giugno 2025, tuttavia, non riesce a lasciare il segno nelle pochissime apparizioni e la società decide di porre anzitempo termine al contratto.

### Nazionale
Ha giocato in tutte le Nazionali di categoria, dall'Under-16 all'Under-19, collezionando 15 presenze. Nell'ottobre del 2006 è stato convocato nella Nazionale Under-21, dove però non ha esordito.

## Statistiche

### Presenze e reti nei club
Statistiche aggiornate al 25 maggio 2024.
| Stagione        | Squadra         | Campionato      | Campionato | Campionato | Coppe nazionali | Coppe nazionali | Coppe nazionali | Coppe continentali | Coppe continentali | Coppe continentali | Altre coppe | Altre coppe | Altre coppe | Totale | Totale |
| Stagione        | Squadra         | Comp            | Pres       | Reti       | Comp            | Pres            | Reti            | Comp               | Pres               | Reti               | Comp        | Pres        | Reti        | Pres   | Reti   |
| --------------- | --------------- | --------------- | ---------- | ---------- | --------------- | --------------- | --------------- | ------------------ | ------------------ | ------------------ | ----------- | ----------- | ----------- | ------ | ------ |
| 2004-2005       | Roma            | A               | 1          | 0          | CI              | 1               | 0               | UCL                | 0                  | 0                  | -           | -           | -           | 2      | 0      |
| 2005-2006       | Roma            | A               | 17         | 0          | CI              | 6               | 0               | CU                 | 3                  | 0                  | -           | -           | -           | 26     | 0      |
| 2006-2007       | Roma            | A               | 19         | 2          | CI              | 5               | 0               | UCL                | 4                  | 0                  | SI          | 0           | 0           | 28     | 2      |
| ago. 2007       | Roma            | A               | 0          | 0          | CI              | 0               | 0               | UCL                | 0                  | 0                  | SI          | 1           | 0           | 1      | 0      |
| 2007-2008       | Chievo          | B               | 16         | 0          | CI              | -               | -               | -                  | -                  | -                  | -           | -           | -           | 16     | 0      |
| 2008-2009       | Livorno         | B               | 37+2       | 0          | CI              | 3               | 0               | -                  | -                  | -                  | -           | -           | -           | 42     | 0      |
| 2009-2010       | Siena           | A               | 30         | 1          | CI              | 2               | 0               | -                  | -                  | -                  | -           | -           | -           | 32     | 1      |
| 2010-2011       | Roma            | A               | 16         | 1          | CI              | 1               | 0               | UCL                | 2                  | 0                  | SI          | 0           | 0           | 19     | 1      |
| 2011-2012       | Roma            | A               | 21         | 0          | CI              | 0               | 0               | UEL                | 1                  | 0                  | -           | -           | -           | 22     | 0      |
| Totale Roma     | Totale Roma     | Totale Roma     | 74         | 3          |                 | 13              | 0               |                    | 10                 | 0                  |             | 1           | 0           | 98     | 3      |
| 2012-2013       | Parma           | A               | 26         | 3          | CI              | 0               | 0               | -                  | -                  | -                  | -           | -           | -           | 26     | 3      |
| 2013-gen. 2014  | Parma           | A               | 11         | 2          | CI              | 1               | 1               | -                  | -                  | -                  | -           | -           | -           | 12     | 3      |
| Totale Parma    | Totale Parma    | Totale Parma    | 37         | 5          |                 | 1               | 1               |                    | -                  | -                  |             | -           | -           | 38     | 6      |
| gen.-giu. 2014  | Sassuolo        | A               | 7          | 0          | CI              | -               | -               | -                  | -                  | -                  | -           | -           | -           | 7      | 0      |
| 2014-gen. 2015  | Genoa           | A               | 7          | 0          | CI              | 2               | 0               | -                  | -                  | -                  | -           | -           | -           | 9      | 0      |
| gen.-giu. 2015  | Fiorentina      | A               | 4          | 0          | CI              | 0               | 0               | UEL                | 0                  | 0                  | -           | -           | -           | 4      | 0      |
| 2015-2016       | Frosinone       | A               | 27         | 0          | CI              | 1               | 0               | -                  | -                  | -                  | -           | -           | -           | 28     | 0      |
| 2016-2017       | Crotone         | A               | 31         | 1          | CI              | 0               | 0               | -                  | -                  | -                  | -           | -           | -           | 31     | 1      |
| 2017-2018       | Genoa           | A               | 24         | 0          | CI              | 1               | 0               | -                  | -                  | -                  | -           | -           | -           | 25     | 0      |
| Totale Genoa    | Totale Genoa    | Totale Genoa    | 31         | 0          |                 | 3               | 0               |                    | -                  | -                  |             | -           | -           | 34     | 0      |
| feb.-giu. 2019  | Perugia         | B               | 13         | 0          | CI              | 1               | 0               | -                  | -                  | -                  | -           | -           | -           | 14     | 0      |
| 2019-2020       | Perugia         | B               | 33+2       | 0          | CI              | 3               | 0               | -                  | -                  | -                  | -           | -           | -           | 38     | 0      |
| 2020-2021       | Perugia         | C               | 25         | 2          | CI              | 1               | 1               | -                  | -                  | -                  | SC-C        | 2           | 0           | 28     | 3      |
| 2021-2022       | Perugia         | B               | 19         | 3          | CI              | 1               | 0               | -                  | -                  | -                  | -           | -           | -           | 20     | 3      |
| 2022-2023       | Perugia         | B               | 15         | 0          | CI              | 0               | 0               | -                  | -                  | -                  | -           | -           | -           | 15     | 0      |
| Totale Perugia  | Totale Perugia  | Totale Perugia  | 105+2      | 5          |                 | 6               | 1               |                    | -                  | -                  |             | 2           | 0           | 115    | 6      |
| gen-giu 2024    | Torres          | C               | 3          | 0          | CIC             | 0               | 0               | -                  | -                  | -                  | -           | -           | -           | 3      | 0      |
| Totale carriera | Totale carriera | Totale carriera | 299+4      | 15         |                 | 28              | 2               |                    | 10                 | 0                  |             | 3           | 0           | 434    | 17     |

## Palmarès

### Competizioni giovanili
- Campionato Primavera: 1

Roma: 2004-2005

### Competizioni nazionali
- Coppa Italia: 1

Roma: 2006-2007
- Supercoppa italiana: 1

Roma: 2007
- Campionato italiano di Serie B: 1

Chievo: 2007-2008
- Serie C: 1

Perugia: 2020-2021 (Girone B)